# Лановецький природний район
Лановецький природний район — територія, що відрізняється від інших природно-територіальних комплексів рельєфом, кліматом, ґрунтовим покривом і рослинністю. Належить до Північнопольської фізико-географічної області — Західноукраїнської провінції лісостепової зони.
Розташований між Кременецьким горбогір'ям і Товтровим кряжем. Займає західну частину Авратинської височини.
Абсолютні висоти — 350-380 м, їх перепади — незначні.
На території району беруть початки річки Вілія, Збруч, Случ, долини яких неглибокі, схили — пологі, вужчі й крутіші там, де на поверхню виходять мергелі. Рівнинні ділянки вкриті родючими чорноземами, розорані.
На найвищій частині межиріч поширені сірі лісові ґрунти, ростуть листяні ліси (3% території), що мають водоохоронне значення. Район інтенсивно освоєний, триває ерозія ґрунтів на схилах річкових долин.